# ماكسيم كوزنيتسوف
ماكسيم كوزنيتسوف هو سباح روسي، ولد في 5 أبريل 1982.

## وصلات خارجية
- ماكسيم كوزنيتسوف على موقع الاتحاد الدولي للسباحة (الإنجليزية)
- ماكسيم كوزنيتسوف على موقع أوليمبيديا (الإنجليزية)